# 1089 Tama
1089 Tama este un asteroid din centura principală, descoperit pe 17 noiembrie 1927, de Okurō Oikawa.